# Karl O’Donnell
Karl O’Donnell, Tyrconnel grófja (1715 – Bécs, 1771. március 26.) ír származású nemesember, katonatiszt, 1768-tól 1770-ig Erdély kormányzója.

## Élete
Régi ír nemesi családban született, amely a Boyne-i csata után hagyta el Írországot. Katonaként osztrák szolgálatba lépett, és gyorsan emelkedett a ranglétrán: 1760-ban lovassági tábornokként a torgaui csatában a megsebesült Leopold Joseph von Daun helyett ő vette át a fővezéri tisztséget. Az 1761. évi hadjáratban Zittau mellett vezényelt. 1762 augusztus 16-án Braunschweig-Bevern hercegétől Recihenbach mellett vereséget szenvedett. 1762 decemberében vezénylő tábornokként Németalföldre távozott. 1764-ben kinevezték császári és királyi titkos tanácsossá, 1765-ben pedig a lovasság főfelügyelőjévé. 
1768–1770 között Erdély főkormányzói tisztségét viselte. A gubernium elnökeként ő írta alá 1769. március 6-án azt a rendeletet, amely betiltotta Bod Péter Magyar Athenas és Smyrnai Szent Polikárpus című műveit. 1771-ben II. József királyt kellett volna elkísérnie magyarországi útjára, de az útra készülődés közben elhunyt.